# Steve Forrest (skådespelare)
Steve Forrest, född 29 september 1925 i Huntsville, Texas, död 18 maj 2013 i Thousand Oaks, Kalifornien, var en amerikansk skådespelare som var känd för sin roll som Lt Hondo Harrelson i den kortlivade tv-serien S.W.A.T som gick 1975 till 1976.

## Filmografi i urval
- Battle Circus (1953)
- Dream Wife (1953)
- So Big (1953)
- Take the High Ground! (1953)
- Prisoner of War (1954)
- Rogue Cop (1954)
- Bedevilled (1955)
- It Happened to Jane (1959)
- Heller in Pink Tights (1960)
- Flaming Star (1960)
- The Second Time Around (1961)
- The Longest Day (1962)
- The Twilight Zone (1963) (TV)
- The Virginian (1963-64) (TV)
- Burke's Law (1965) (TV)
- Rawhide (TV series) (1965) (TV)
- The Fugitive (TV series) (1965) (TV)
- The Baron (1966) (TV)
- Cimarron Strip (1967-68) (TV)
- Gunsmoke (1969) (TV)
- Rascal (1969)
- Gunsmoke (1970, 1972-73) (TV)
- The High Chaparral (1970) (TV)
- Mission: Impossible (1971) (TV)
- Nichols (1971) (TV)
- Hec Ramsey (1972) (TV)
- Alias Smith and Jones (1972) (TV)
- Night Gallery (1972) (TV)
- The Sixth Sense (1972) (TV)
- Ghost Story (1972) (TV)
- The Streets of San Francisco (1973) (TV)
- The Six Million Dollar Man (1974) (TV)
- Cannon (1974) (TV)
- The Hanged Man (1974) (TV pilot)
- North Dallas Forty (1979)
- Captain America (1979) (TV)
- Mommie Dearest (1981)
- Malibu (1983) (TV)
- Sahara (1983)
- Spies Like Us (1985)
- Dallas (1986) (TV)
- Amazon Women on the Moon (1987)
- Gunsmoke: Return to Dodge (1987) (TV)
- Killer: A Journal of Murder (1996)
- S.W.A.T. (2003) (cameo)